# Contreventement

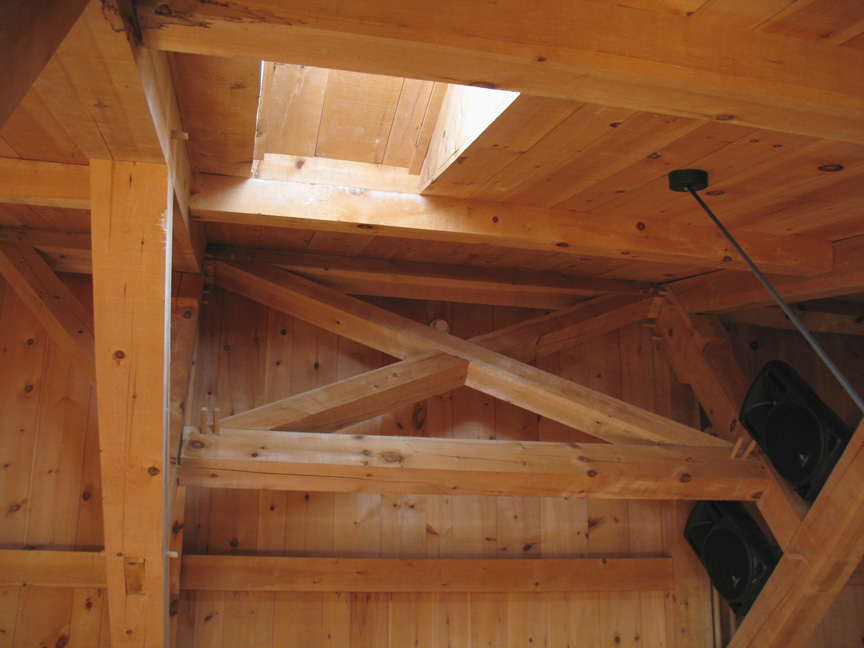
Croix de saint André dans la charpente du moulin des Jésuites à Québec.

En génie civil ou en charpenterie, un contreventement est un système statique destiné à assurer la stabilité globale d'un ouvrage vis-à-vis des effets horizontaux issus des éventuelles actions sur celui-ci (par exemple : vent, séisme, choc, freinage, etc.). Il sert également à stabiliser localement certaines parties de l'ouvrage (poutres, colonnes) relativement aux phénomènes d'instabilité (flambage ou déversement).
Afin d'assurer la stabilité globale d'un bâtiment, il est nécessaire que celui-ci soit contreventé selon au moins trois plans verticaux (qui s’intersectent en au moins deux droites distinctes) et un plan horizontal ; on distingue donc les contreventements verticaux (destinés à transmettre les efforts horizontaux dans les fondations) des contreventements horizontaux (destinés à s'opposer aux effets de torsion dus à ces efforts).
Un contreventement peut être réalisé par des voiles (contreventements verticaux) ou des plaques (contreventements horizontaux) en béton armé, en maçonnerie, en bois ou en tôle ondulée ; ou par des treillis en bois ou en acier. Un contreventement est particulièrement utilisé dans la création d'une ossature ou d'une structure d'un bâtiment ou d'une charpente métallique. 

## Tournisse et croix de Saint-André dans les pans de bois

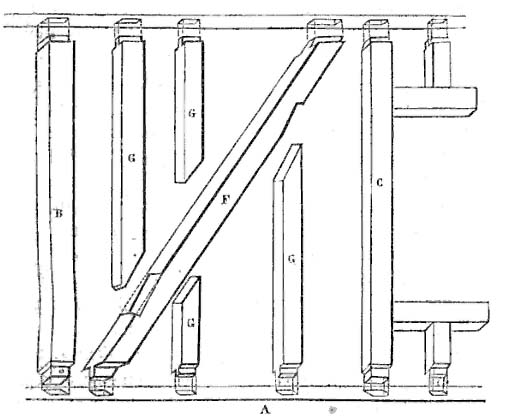
F: Décharge. G : tournisse dans un pan de bois.

La charpenterie ancienne contreventait les cloisons par des décharges (pièce de bois posée obliquement), et les pans de bois, par des décharges et des croix de Saint-André (deux pièces de bois  assemblées à entaille l'une dans l'autre, qui ne sont pas à angles droits, mais se coupent diagonalement).
Les  pans de bois se concevaient donc essentiellement comme un assemblage de sablières, poteaux, décharges, tournisses... et les cloisons comme un assemblage de poteaux posés perpendiculairement, de décharge et de tournisses.
Dans la construction à ossature, le contreventement pouvait être assuré par une diagonale rapportées par devant, comme pour le balloon frame. Dans la construction à ossature moderne le contreventement est principalement assuré par des éléments de panneaux fixés sur la structure.

## Ossature contreventée

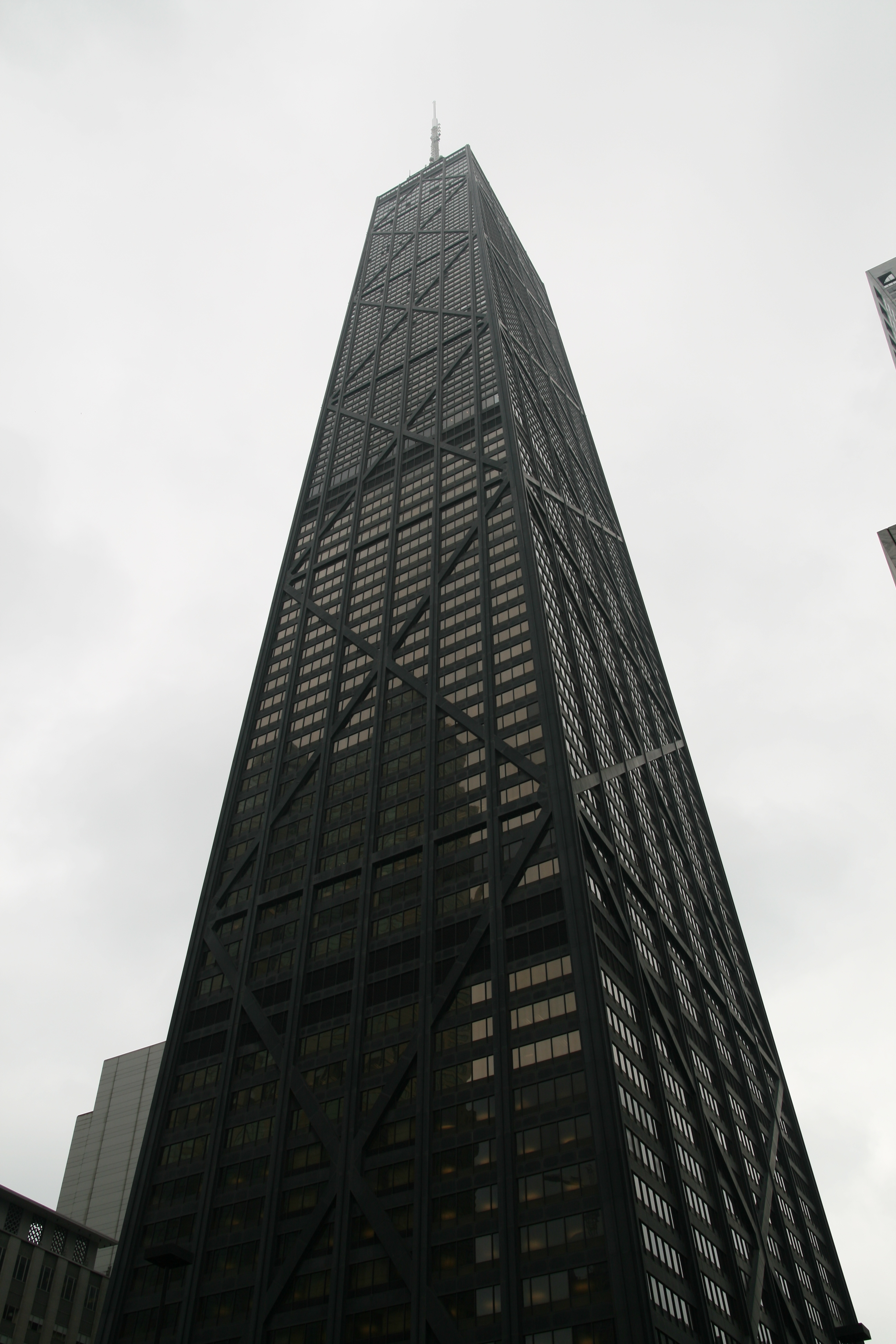
Le John Hancock Center est une structure tubulaire contreventée.

Une ossature contreventée est un système structurel conçu pour résister aux forces du vent et des tremblements de terre. Les éléments d'un cadre contreventé ne sont pas autorisés à osciller latéralement (ce qui peut être fait à l'aide d'un mur de contreventement ou des sections d'acier diagonales, similaires à celles qu'on rencontre dans une ferme ou un treillis).
La plupart des ossatures contreventées sont concentriques. Cela signifie que, là où les membres se croisent à un nœud, le centre de gravité de chaque membre passe par le même point.
Les ossatures à contreventement concentrique peuvent en outre être classées en ordinaires ou spéciales. Les ossatures contreventées concentriques ordinaires (ordinary concentric braced frames, OCBF) n'ont pas d'exigences étendues concernant les membres ou les connexions, et sont fréquemment utilisés dans les zones à faible risque sismique. Les bâtiments à ossature d'acier OCBF sont originaires de Chicago et les ossatures en béton armé sont originaires d'Allemagne et de France - des régions où les tremblements de terre n'étaient pas une considération technique. En conséquence, des cadres spéciaux à contreventement concentrique ou excentrique (special concentric brace frame, SCBF) ont ensuite été développés avec des exigences de conception étendues et sont fréquemment utilisés dans les zones à haut risque sismique. Le but de la conception à contreventement concentrique ou excentrique est d'assurer une ductilité adéquate (c'est-à-dire de s'étirer sans se rompre soudainement).